# Paul Zielinski
Pour les articles homonymes, voir Zieliński.
Paul Zielinski, surnommé Päule (né le 20 novembre 1911 et mort le 20 février 1966), était un joueur international de football allemand, qui jouait au poste de milieu de terrain.

## Biographie
Durant sa carrière de club qui dura dix-huit saisons entre 1930 et 1948, Päule évolue dans trois clubs différents. Il joue tout d'abord au SV Union Hamborn entre 1930 et 1939, avant de partir au LSV Markersdorf pendant toute la période de la Seconde Guerre mondiale. Il signe ensuite en 1945 au Rapid Kassel avant de retourner à l'Union Hamborn en 1946 pour finir sa carrière en 1948.
En international, avec l'équipe d'Allemagne, il est surtout connu pour avoir été sélectionné par l'entraîneur allemand Otto Nerz avec 21 autres joueurs, pour participer à la coupe du monde 1934 en Italie.
Lors du mondial, les Allemands écrasent les Belges 5-2 au 1er tour en huitièmes de finale, avant de battre la Suède 2-1 en quarts. En demi-finale, ils sont finalement battus 3 buts à 1 contre l'équipe de Tchécoslovaquie. Ils finissent 3e de la compétition en s'imposant face aux Autrichiens 3 à 2 lors du match pour la troisième place.